# نغ واي تشيو
نغ واي تشيو (بالصينية: 吳偉超) (مواليد 22 أكتوبر 1981 في هونغ كونغ) لاعب كرة قدم هونغ كونغي دولي يجيد اللعب في خط الدفاع . يلعب حاليا لصالح نادي زهي جيانغ الصيني منذ سنة 2009 .

## روابط خارجية
- نغ واي تشيو على موقع الاتحاد الدولي (مؤرشف)  (الإنجليزية)
- نغ واي تشيو على موقع قاعدة بيانات كرة القدم.إي يو (الإنجليزية)
- نغ واي تشيو على موقع ناشيونال فوتبول تيمز (الإنجليزية)
- نغ واي تشيو على موقع Soccerway.com (الإنجليزية)